# Željeznička pruga Bosanski Šamac – Sarajevo
Željeznička pruga Bosanski Šamac - Sarajevo izgrađena je neposredno nakon Drugog svjetskog rata, a pustio ju je u pogon Josip Broz Tito svojim govorom na otvaranju nove željezničke stanice u Sarajevu, 1948. godine.
Karakteristika ove pruge je da je izgrađena tzv. dobrovoljnim omladinskim radom. Na prvoj radnoj akciji je radilo ukupno 211.370 osoba iz Jugoslavije i inozemstva. Veći objekti na njoj su most na Savi u Bosanskom Šamcu, tunel Vranduk i osam drugih kraćih tunela, ukupne dužine 2.354 metara. Ukupna dužina pruge je 239 km.

## Poznati graditelji pruge
- Pierre Alechinsky - belgijski slikar
- Bogić Bogićević - bh. političar

## Vanjski poveznice
- Zvonimir Springer o gradnji pruge Šamac-Sarajevo (engleski)